# Most Tokijska vrata
Most Tokijska vrata (東京ゲートブリッジ, Tōkyō gēto burijji) je konzolni most čez Tokijski zaliv v Kōtō, Tokio, Japonska. Odprli so ga 12. februarja 2012 z ocenjenimi skupnimi stroški gradnje 113.000.000.000 ¥ (kar ustreza 119.120.400.000 ¥ v letu 2019) za odsek druge faze avtoceste, vključno z mostom. Podoben je mostu čez zaliv Forth v Združenem kraljestvu in Quebeškem mostu v Kanadi ter mostu Queensboro v New Yorku.

## Zgodovina
Kot del nove štiripasovne avtoceste, ki obkroža Tokio, se je začel graditi leta 2002 in je bila predvidena za dokončanje leta 2011, vendar je bilo odprtje za promet odloženo do leta 2012. Z začasnim imenom Tokyo Bay Waterfront Bridge (東京港臨海大橋, Tōkyōwan rinkai ōhashi)  je bila javnost zaprošena za predloge. Izmed 12.223 prejetih je bil Most Tokijska vrata izbran in uradno objavljen 15. novembra 2010.

## Oblikovanje
Zasnova izpolnjuje zahtevo, da je dovolj visok, da lahko velike ladje prečkajo pod njim, vendar dovolj nizek, da ne moti zračnega prometa do bližnjega letališča Haneda. To je dvojni konzolni most, kar pomeni, da je mogoče nosilne odseke z obeh strani dokončati v ravnotežju in nato povezati z dodatkom relativno kratkim sredinskim razponom. Zaradi podobnosti mostu z dvema pošastima, ki si nasproti stojita, je dobil vzdevek most dinozavrov (恐竜橋, Kyōryū-bashi).
Obiskovalci bi se lahko z dvigalom popeljali do pločnika na tem mostu in se po njem sprehodili od Wakasuja do Centralnega valobrana. Vendar se lahko z dvigalom povzpnejo samo do pločnika in tal od vrat Wakasu, ker so osrednja vrata valobrana zaprta.
Če se želi videti samo most, je potrebno iti v Wakasu Seaside Park in Central Breakwater.

## Galerija
- Most Tokijska vrata v gradnji (maj 2010)
- Pogled na most s cestišča
- Glavni razpon mostu
- Sistem dvigal za oglede
- Tokijsko pristanišče, pogled z mostu